# Chantoire

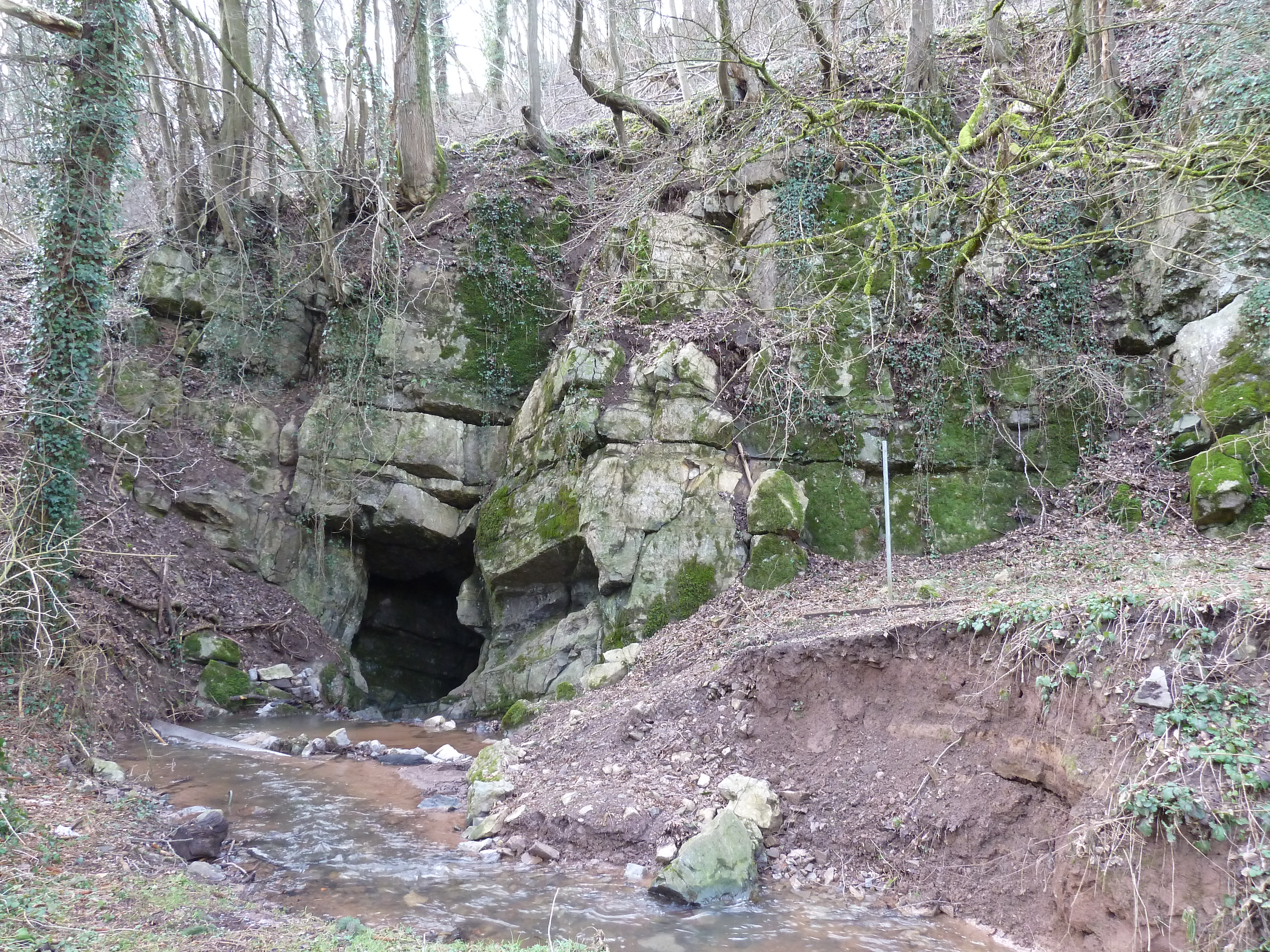
Chantoir de Sècheval, le dernier dans le système karstique du Vallon des Chantoirs avant la grotte de Remouchamps, Belgique

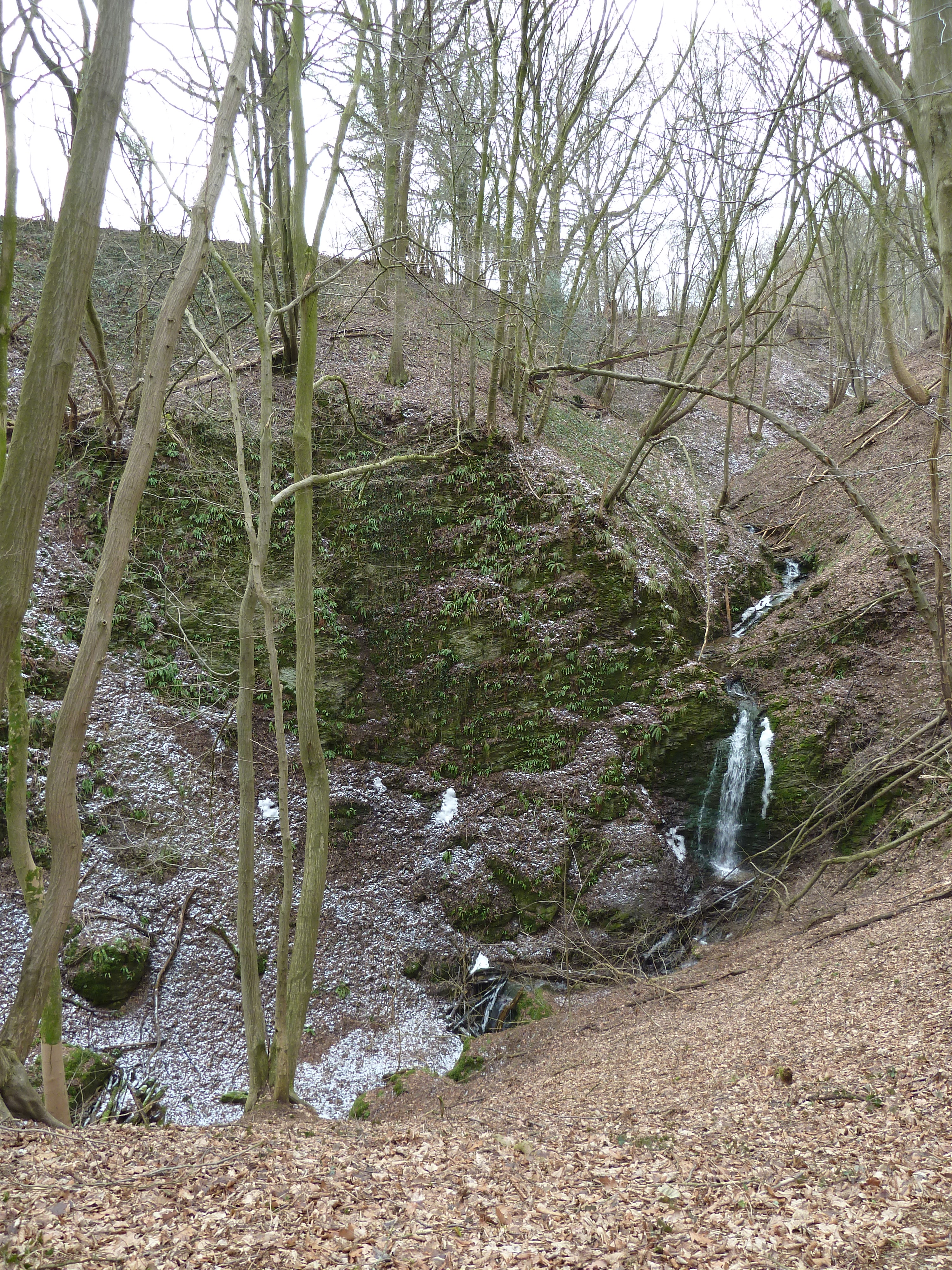
Chantoire de Grandchamp, Adzeu, Province de Liège, Belgique

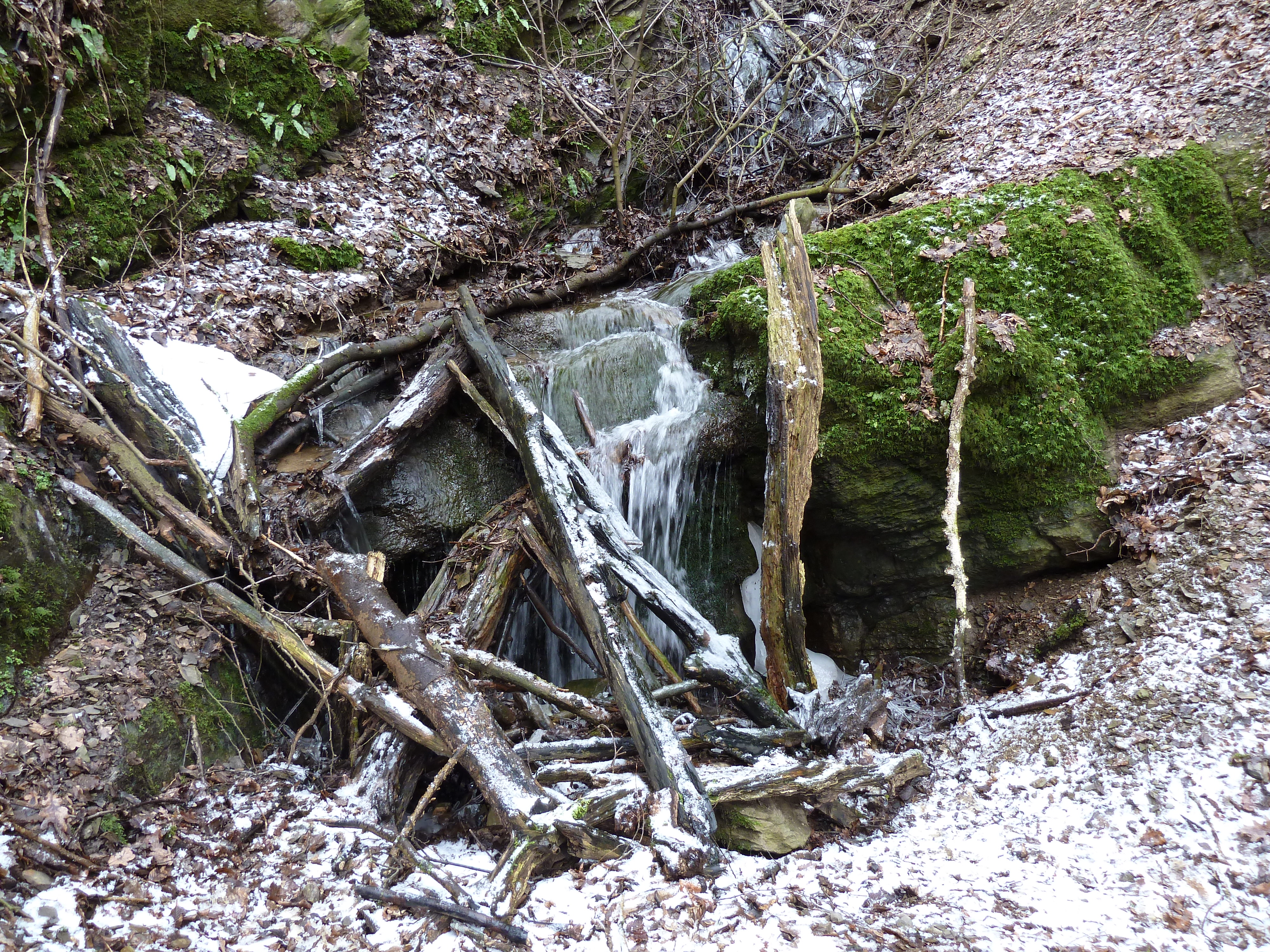
Chantoire de Grandchamp, Adzeu, Province de Liège, Belgique

En contexte karstique, le chantoire ou chantoir, francisation du wallon tchantwère ou tchantwêr (chanter), désigne en  Belgique et plus rarement dans le Nord et l'Est de la France, une perte hydrologique d'un cours pérenne ou temporaire, dans une dépression marquée (doline ou aven) qui se produit lorsqu'un ruisseau quitte la surface et poursuit son cheminement sous terre.

## Lexique
Le bruit de l'eau du ruisseau en s'engouffrant dans le sol évoque un chant, d'où le mot chantoire. Adugeoir désigne une perte pérenne avec pour synonyme aiguigeois et chantoir (terme couramment utilisé dans l'Entre-Sambre-et-Meuse).
Synonymes : perte, bétoire, douve, aiguigeois, agolina, adugeoir ou adujoir, etc.
Le mot "chantoir" est masculin mais "chantoire" au féminin est employé dans le wallon de la région liégeoise. Le groupe d'étude de l'Inventaire cartographique et descriptif des sites karstiques et des rivières souterraines de Wallonie signale la variété des termes et des orthographes.
Les lexicologues distinguent l'emprunt des termes vernaculaires selon leur degré de nécessité, ainsi dans le vocabulaire karstique, la disparition d'un cours d'eau dans le sol, le français, scientifique ou commun, utilise des mots d'origines variées comme doline d'origine slave ; aven du Rouergue, lapié de Suisse romande et karst de Slovénie.  
Dolines ou entonnoirs, aiguigeois en Belgique devient fosses en Charente, l'adugeoir venant d'une transformation du mot "aiguigeois" (trou à eau). Adugeoir est la francisation du wallon adûjwè, 
parfois francisé en aduisoir (voir aigue: eau), ,.

## Sites
Les chantoires se situent principalement dans les provinces de Liège et du Luxembourg, au contact des régions géologiques de la Famenne et de l'Ardenne dans la zone calcaire de la Calestienne. Ainsi, le vallon des Chantoirs comprend plusieurs chantoires importants entre Louveigné et Remouchamps. 

### Province de Liège
- La grotte de la Chantoire (Trou des Sottais) est connue par les fouilles paléontologiques de la fin du XIXe siècle et par une légende qui en a fait l'habitation de nutons ou sottais. En rive droite de la Vesdre, la grotte se développe en un vaste couloir débouchant sur une petite salle comprenant plusieurs cheminées colmatées. La faune est constituée d'invertébrés troglophiles et de plusieurs espèces de chauves-souris[5].
- Le Vallon des Chantoirs entre Louveigné et Remouchamps (bassin du Rubicon ou vallée de Sécheval).
  - Grotte-chantoire de Granchamps à Adzeux (Sprimont)[6],[7]
  - Chantoire de Béron-Ry  à Louveigné
  - Chantoire de Sècheval à Remouchamps[8]
  - Chantoire du Trou du Moulin ou du Rouge-Thier
  - Chantoire d'Adzeux
  - Chantoire du Trou-le-Coq
  - Chantoire de Chefosse à Deigné
  - Chantoire du Pussin à Deigné
  - Chantoire de la Froide-Fontaine à Gomzé-Andoumont
  - Chantoire du ruisseau des Pierres
  - Chantoire de Sendrogne
- Chantoires de la Roche-aux-Faucons
- Chantoire de la Chawresse à Tilff
- Chantoires de la Heid des Gattes
- Chantoires du Trou du Chien à Aywaille
- Chantoire de Dieupart à Aywaille
- Chantoire de Kin[9]
- Chantoire de Niaster
- Chantoire de l'Hermiterie à Harzé
- 4 chantoires de Pironbœuf (Harzé)
- Chantoire du Jehoge à Xhoris
- Chantoire d'Inzegotte à Filot
- Chantoire de Ville-My
- Chantoire du Pré-de-Pi à Ferrières

### Province de Luxembourg
- Chantoire de Fermine (Izier)
- Chantoire d'Izier[10]
- Chantoire de Ronsombeux à Ozo[11]
- Chantoire de Wénin à Oppagne
- Chantoire de Magni à Ménil-Favay (Hotton)[12]
- Chantoire du ruisseau de Woizin à Marenne

### Province de Namur
- Chantoire Napoléon à Lustin
- Chantoire Dellieux à Mont-Godinne
- Chantoir de la Coloration[13], Fond des Vaux de Marlagne, Lesve (Profondeville), Namur
- Chantoire de Rostène à Sommière
- Chantoire du Fond de Rostène (À ne pas confondre avec le chantoire de Rostène se situant quelques centaines de mètres plus haut)

## Légendes
- Dans les chantoires, d'après les légendes, il serait possible de rencontrer des nutons et des sottais (lutins)[14] qui pourraient donc être assimilés à des troglodytes imaginaires (voir habitat troglodytique).